# (13730) Willis
(13730) Willis (1998 RE47) – planetoida z grupy pasa głównego asteroid okrążająca Słońce w ciągu 3,54 lat w średniej odległości 2,32 j.a. Odkryta 14 września 1998 roku.